# Cirsium perplexans
Cirsium perplexans es una especie de planta con flores perteneciente a la familia asteraceae conocida por los nombres comunes de cardo de montaña rocosa y cardo de Adobe Hills. Es endémica de Colorado en los Estados Unidos, donde se encuentra en los valles de Colorado y Gunnison en las Montañas Rocosas.
Esta especie es una hierba bienal que crece hasta un metro de altura desde una raíz primaria. Los tallos están recubiertos de fibras finas. Las hojas miden hasta 30 centímetros de largo por 6 de ancho. A veces son desiguales pero tienen márgenes dentados. Las hojas tienen fibras lanosas, especialmente en la parte inferior. Las cabezas de las flores contienen largas flores de lavanda o purpurinas. El fruto es un aquenio que puede exceder los 2 centímetros de longitud, incluido su vilano.
Esta especie se encuentra en el oeste de Colorado, generalmente en afloramientos abiertos de suelos arcillosos llamados "colinas de adobe". Los tipos de hábitat incluyen los bosques de pinyon y enebro, la artemisa, la brocha salina y los matorrales. Las especies de plantas dominantes incluyen Pinus edulis (pino piñonero), Juniperus osteosperma (enebro de Utah), Artemisia tridentata (artemisa grande), Artemisia tridentata ssp. wyomingensis (artemisa de Wyoming), Atriplex confertifolia (saltbush), Amelanchier utahensis (balla de Utah) y Quercus gambelii (roble de Gambel). El cardo crece en áreas abiertas que están escasamente vegetadas. Puede tolerar algunas molestias y puede crecer en las carreteras.
La principal amenaza para esta especie es probablemente los agentes biológicos de control de plagas liberados para controlar las especies de cardo no nativas. Por ejemplo, el gorgojo Rhinocyllus conicus fue liberado para controlar el cardo almizclero, Carduus nutans, pero una vez en la naturaleza también atacó a muchas especies nativas, incluidos los cardos nativos como C. perplexans. El gorgojo Larinus planus se ha liberado cerca del hábitat de C. perplexans para el control biológico de Cirsium arvense. Todavía no se sabe si este gorgojo atacará a C. perplexans. Además, los herbicidas utilizados para controlar los cardos invasores pueden dañar las especies nativas.
Otras amenazas incluyen la excesiva perturbación del hábitat. El cardo puede tolerar algunas molestias, pero el uso de vehículos fuera de la carretera puede causar una degradación extensa del hábitat. El tráfico por carretera también puede ser destructivo. Las especies introducidas de plantas pueden ser una amenaza, incluyendo Bromus inermis (Bromo suave) y Melilotus officinalis (Trébol amarillo dulce).